# Евакуація населення ОРДЛО
Евакуація населення тимчасово окупованих районів Донецької і Луганської областей — виселення жителів з окупованих Росією територій Донецької і Луганської областей України на територію Росії, яку провели підконтрольні російській владі лідери терористичних організацій «ДНР» та «ЛНР» Денис Пушилін та Леонід Пасічник 18—19 лютого 2022 року.
Метою цієї провокації було скомпрометувати український уряд, який нібито планує наступальну військову операцію на Донбасі. Цю диверсію було свідомо задумано не без участі провладної верхівки Російської Федерації, щоб знайти привід для того, щоб розпочати війну в Україні — повномасштабне вторгнення на територію суверенної держави. Прессекретар президента РФ Дмитро Пєсков заперечив про наявність подібної інформації, але очевидці (за відомостями агенції Reuters) у цей день чули сирени, які закликали до евакуації.
Через страх деякі люди і справді поїхали до Росії та поселилися в готелі «Звезда» Ростовської області. Їм дозволили перетинати кордон з протермінованими документами та поселятися в готелях без попереднього запису. До того ж президент РФ Путін Владімір оголосив про видачу одноразової допомоги таким «біженцям» у розмірі 10 000 ₽ (приблизно 4000 ₴). Фінансово опікуватися цими людьми зініціювала партія «Єдина Росія» (молодіжне крило).
Однак більшість громадян України з ОРДіЛО у цю ніч своїх домівок не покинули і на провокації не піддалися. Вивозили переважно дітей із дитбудинків, а людей, які їхали приватним транспортом і справді за потребою до Росії, на кордоні з Луганськом не випускали.
ГУР Міноборони України попередило людей про диверсії з боку самопроголошених лідерів, які заміновували об'єкти для свідомих провокацій. Уже на другий день (у суботу) на окраїнах Донецька було чути вибухи. Самопроголошений уряд оголосив про мобілізацію чоловіків (з неможливістю їхньої евакуації) та назначив засідання у парламенті, на якому було підготовлено звернення в Кремль з т. зв. проханням про воєнну допомогу, що давало підставу Росії офіційно вводити війська на територію України (зважаючи на те, що протягом восьми років свою присутність в районах ОРДЛО РФ відкрито заперечувала).